# Пижівка
Пи́жівка — село в Україні, у Кам'янець-Подільському районі Хмельницької області. Входить до складу Новоушицької селищної громади.

## Етимологія
Можливо, в основі назви села — прізвисько першого поселенця.

## Загальні відомості
Село лежить на лівому березі річки Дністер, та наприкінці гирла Ушиці.

## Історія
В джерелах різного часу село фігурує під назвами: Pobisowka (1630—1650), w Pyzuwce (1765), Pyžowka (1775), Pižuwka (1784), Пижовка (1805), Пыжовка (серед. ХІХ ст.), Пижівка (1926)
У 1795—1797 роках Пижівка входила до Ушицького округу Подільського намісництва, а в 1797—1923 роках до Грушківської волості Ушицького повіту Подільської губернії.
Селяни були звільнені від кріпосного права в 1861 році. 
Згідно статистичних даних Центрального статистичного комітету, що опубліковані 1885 року, в Пижівці проживало 486 осіб, було: 59 дворових господарств, православна церква, заїжджий будинок, кузня.
Колишній орган місцевого самоврядування — Зеленокуриловецька сільська рада.

### Часи Голодомору в селі
За даними офіційних джерел (тогочасних ЗАГСів, які хоч і не завжди реєстрували правдиву кількість померлих, саме від голоду, бо було заборонено вказувати, що людина померла голодною смертю) в селі в 1932—1933 роках загинуло близько 13 жителів села. На сьогодні встановлено імена лише 7 осіб. Мартиролог укладений на підставі поіменних списків жертв Голодомору 1932—1933 років, складених Федірківською сільською радою згідно даних місцевого РАГСу (хоча й звіритися з конкретними документальними свідченнями стає майже неможливо, оскільки не всі вони дійшли до наших днів, у силу різних обставин Поіменні списки зберігаються в Державному архіві Хмельницької області.
Кількість померлих і їх особисті дані не є остаточними, оскільки не всі дані збереглися і не все заносилося до книг обліку тому є ймовірність, того, що мартиролог Голодомору в селі буде розширений Наразі, згідно попередніх списків уже можна дійти висновків: що серед померлих селян більшість були селянами-односібниками, які не працювали в артілі чи колгоспі, і це є підтвердженням навмисних дій тодішньої влади — на знищення українського незалежного селянства.

## Населення
Населення становить 482 особи (2021 рік).

### Мова
У селі поширені західноподільська говірка та південноподільська говірка, що відносяться до подільського говору, який належить до південно-західного наріччя.

## Археологічні пам'ятки
Городище, енеоліт-бронза, рання залізна доба, слов'яноруський період (археол.).
Розташоване в ур. Дівич Гора за 1,3 км на захід від села, на високому мисі над р. Ушицею, займає кінець мису. Уперше обстежене в третій чверті ХІХ ст. У вузькій мисовій частині городища в 1977 р. споруджено опору високовольтної лінії електропередачі, якою переплановано частину майданчика і знесено внутрішній вал. Обстежувалося на рівні археологічних розвідок експедицією Кам'янець-Подільського педінституту у 1970-х рр., 1978 р. М. П. Кучерою, 1993 р. Л. І. Кучугурою та О. О. Якубенко. 1978 р. на поверхні городища знайдено багато фрагментів трипільської кераміки, кілька — ранньозалізної доби, й один — ІХ-Х ст. з лінійно-хвилястим орнаментом. 1993 р. тут разом з 85 трипільською знайдено кераміку VIII—IX ст. В одній з праць І. С. Винокура городище датоване ХІІ-ХІІІ ст. 2011 р. обстежував С. П. Маярчак. З півночі на південь поверхня мису поступово опускається на 2-3 м. Абсолютна висота близько 224 м. Трикутний у плані майданчик городища (з приблизними розмірами сторін 110, 130 та 180 м) з вузького південного боку був відрізаний від стрілки мису валом і ровом завдовжки 44 м. Висота валу від дна рову 4,5 м, ширина рову перед ним — 8 м. 1977 р. унаслідок спорудження опори високовольтної лінії електропередачі ця оборонна лінія була повністю знівельована. На 100 м північніше, знесеної опорою ЛЕП оборонної лінії, на території просіки, на сьогодні збереглися залишки ще однієї оборонної лінії, яка захищала майданчик з напольного боку. Прямий вал і рів перегороджують кінець мису впоперек у місці, де починається його різке звуження у напрямку стрілки. Первісна довжина цього валу була приблизно 130 м, тепер — 80 м: частина валу, очевидно,знесена при будівництві опориЛЕП. У східній частині мису тепер є розрив між ділянками валу, завширшки 8 м (хоча в'їзд на городище століття тому фіксувався із заходу). Висота цього валу від дна рову близько 1 м, ширина — 5 м; глибина рову — близько 0,5 м, ширина — 7 м. В насипу валу значна домішка каміння. Територія майданчика городища у південній частині кам'яниста, на схилах мису багато кам'яних брил. На еродованих ділянках у східній частині майданчика городища виявлено невиразні дрібні фрагменти ліпної кераміки (ранньої залізної доби) та залишки спаленої деревини. Час спорудження укріплень достеменно не з'ясовано. Можливо, слов'яно-руське населення використовувало давніші укріплення.

## Історичні пам'ятки
- Поблизу села знаходився підземний хід 210 м завдовжки, від Дністра до балки, що її називають «Жорнівка», але цей підземний хід затоплений.
- Скіфське городище. Розташоване на 1.5 км західніше селища, на 2 км північніше Старої Ушиці в урочищі Городисько. На ньому є також знахідки давньоруського часу. Захищене валом та гірською кручею.
- Ідол з урочища «Пижівського», знайдений у 1999 році. Являє собою прямокутний чотирьохгранний кам'яний стовп. Висота наземної частини 2,3 м, ширина основи 0,58 м, товщина — 0,32 м. Перші згадки про ідол є в Археологічній карті Подільської губернії. ЇЇ упорядкував Й.Сіцінський в 1901 році[7].

## Пам'ятки природи
- Дністровський ландшафтний заказник — ландшафтний заказник місцевого значення

## Відомі люди

### Народились
- Марценюк Борис Віталійович — український військовослужбовець, учасник російсько-української війни.[8]

## Галерея

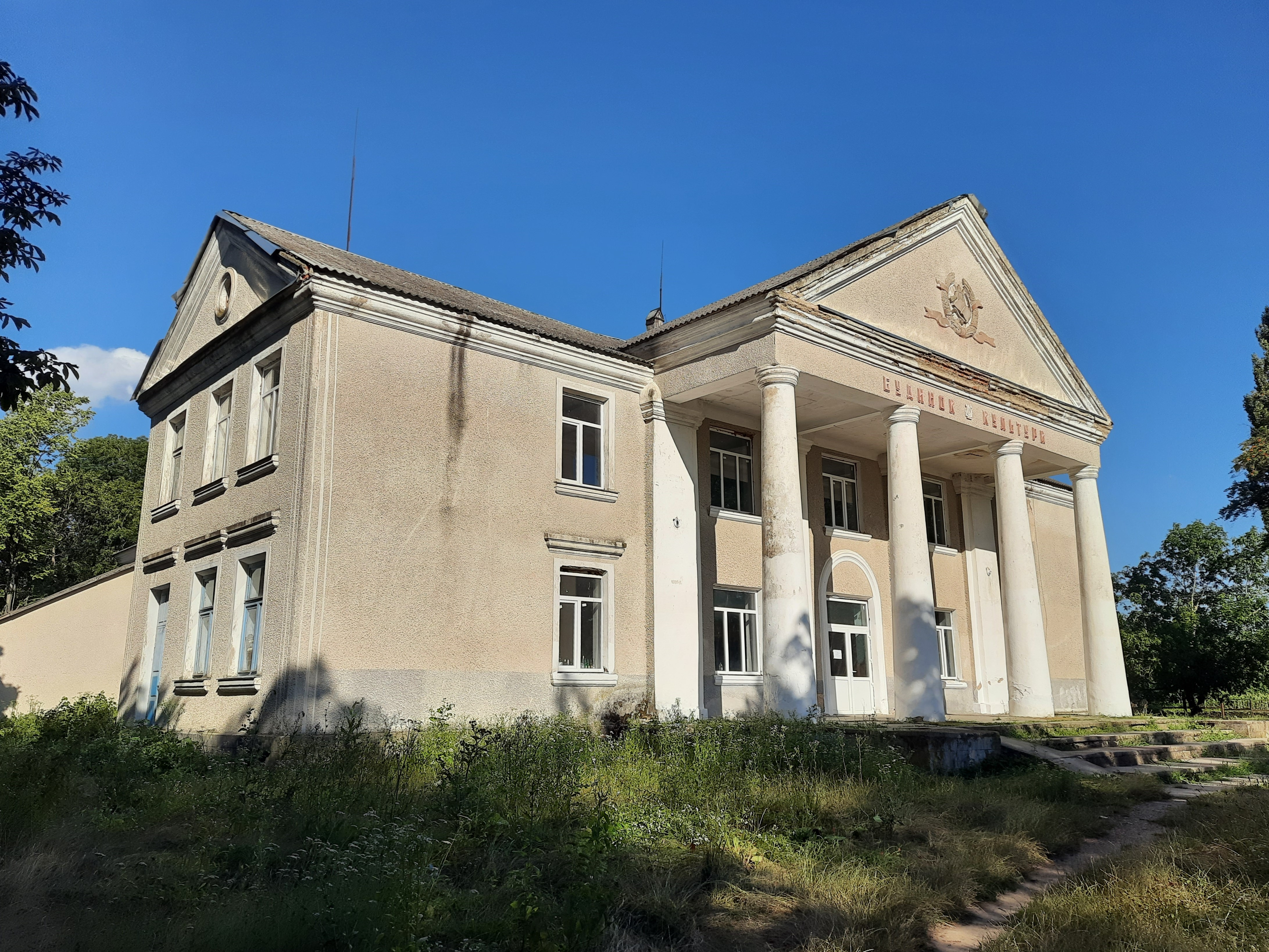
Будинок культури
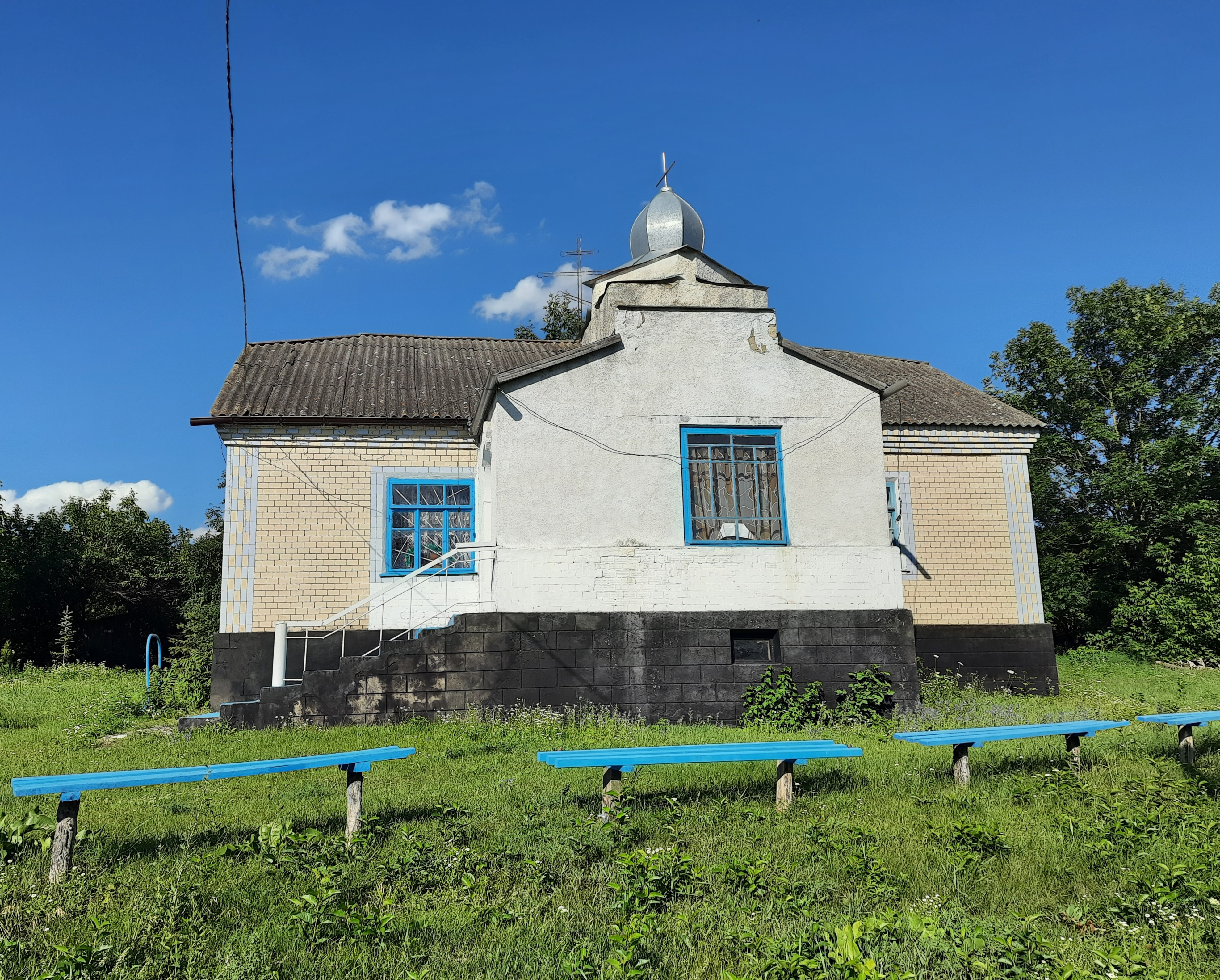
Сільська церква
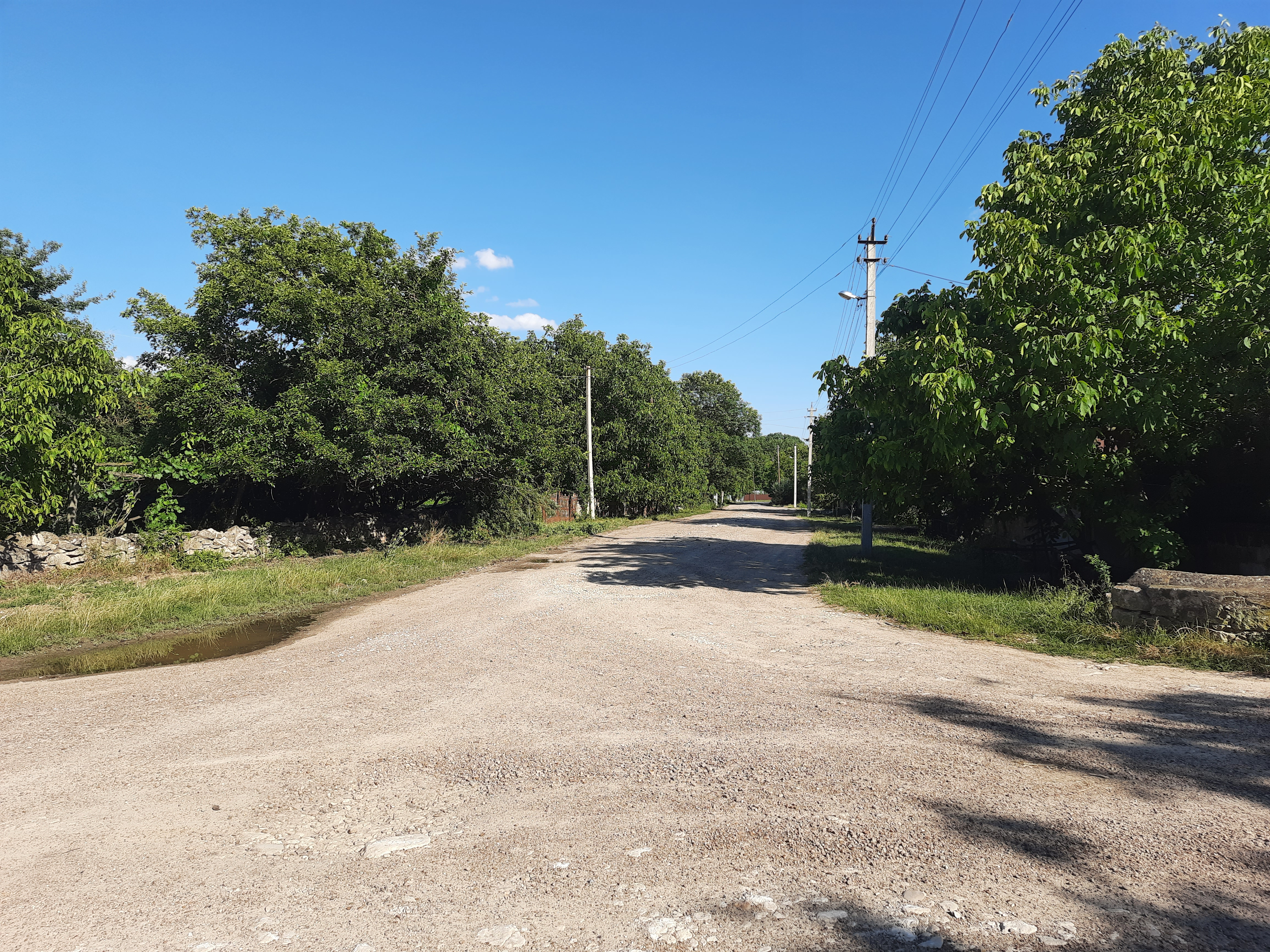
Сільська вулиця
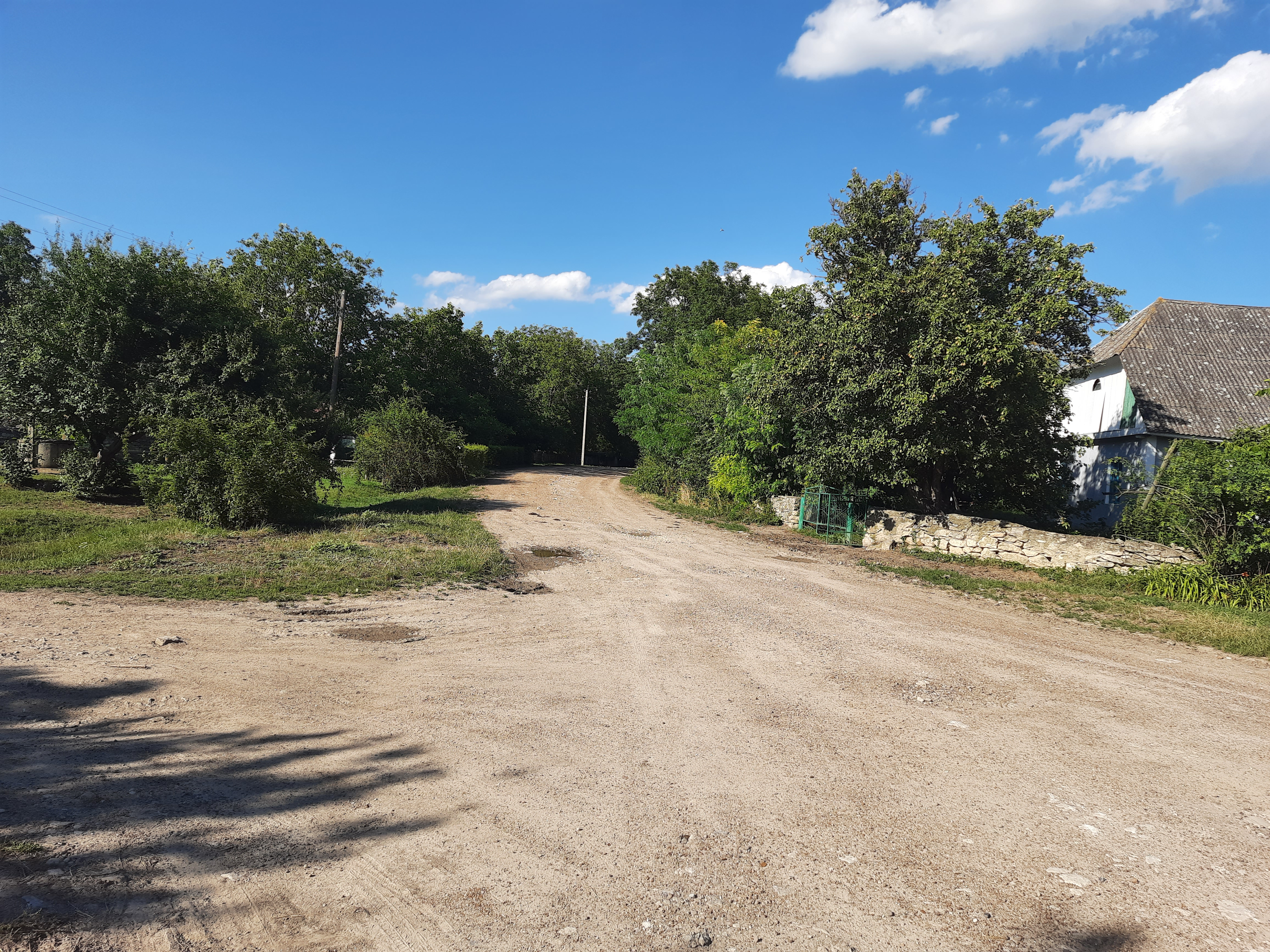
Сільська вулиця
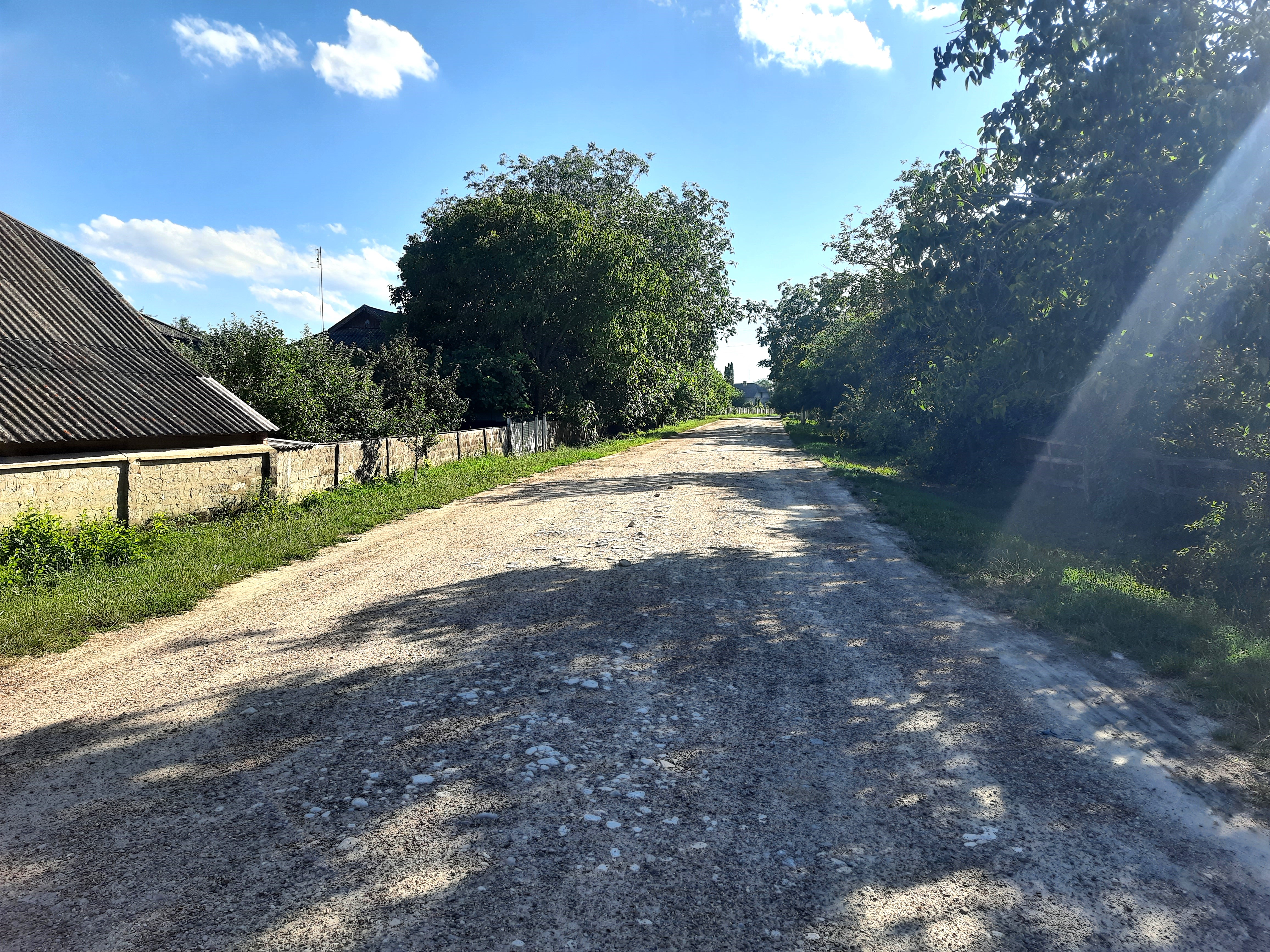
Околиця села
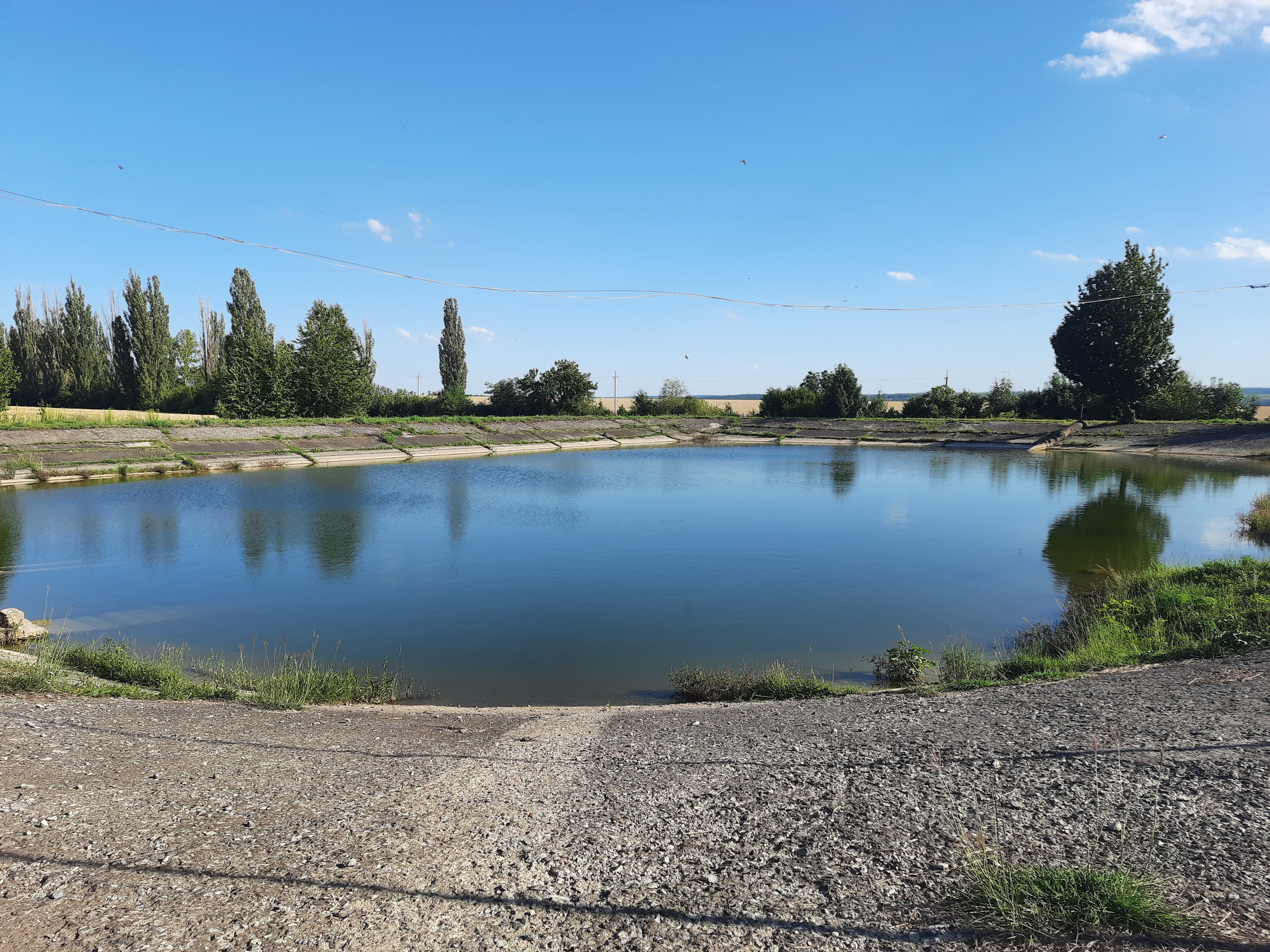
Ставок біля села